# Sophie von Chotek
Sophie von Chotek (Sophie Chotek von Chotkova und Wognin), född 1 mars 1868 i Stuttgart, död 28 juni 1914 i Sarajevo, ingick den 1 juli 1900 morganatiskt äktenskap med den österrikisk-ungerske tronföljaren Franz Ferdinand.

## Biografi
Sophie var dotter till greve Bohuslaw Chotek von Chotkova und Wognin och hans maka grevinnan Wilhelmine Kinsky von Wchinitz und Tettau. Före giftermålet med Franz Ferdinand var Sophie hovdam hos ärkehertiginnan Isabella, som var hustru till ärkehertig Fredrik av Österrike, hertig av Teschen. Isabella förväntade sig att Franz Ferdinand skulle börja träffa hennes dotter. När han istället förälskade sig i Sophie ledde det till stor skandal. Han tillhörde den förnäma Habsburgdynastin, medan hon var adlig böhmisk släkt, och hon motarbetades av ärkehertiginnan Isabella. Till sist gick emellertid kejsar Frans Josef med på ett äktenskap mellan dem men på villkor att Franz Ferdinand avsade sig alla framtida anspråk på kronan för sin hustrus och sina framtida barns del, ett så kallat morganatiskt äktenskap. Sophie förärades titeln hertiginna av Hohenberg.
År 1913 var Sophie och hennes make tronföljaren Franz Ferdinand på semester i Sverige. Sophie och Franz Ferdinand mördades i Sarajevo av Gavrilo Princip den 28 juni 1914; en händelse som blev startskottet till första världskriget.

## Barn
1. Sophie, prinsessa av Hohenberg (1901–1990), gift med greve Friedrich von Nostitz-Rieneck (1891–1973)
2. Maximilian, hertig av Hohenberg (1902–1962), gift med grevinnan Elisabeth von Waldburg zu Wolfegg und Waldsee (1904–1993)
3. Ernst, hertig av Hohenberg (1904–1954), gift med Marie-Therese Wood (1910–1985)
4. Dödfödd son (1908)